# USS Spikefish (SS-404)
Za druga plovila z istim imenom glejte USS Spikefish.
USS Spikefish (SS-404) je bila jurišna podmornica razreda balao v sestavi Vojne mornarice Združenih držav Amerike.
18. marca 1960 je Spikefish postala prva podmornica ZDA, ki je opravila 10.000 potopov.